# Bracon belokobylskiji
Bracon belokobylskiji är en stekelart som beskrevs av Papp 1998. Bracon belokobylskiji ingår i släktet Bracon och familjen bracksteklar. Inga underarter finns listade.